# Кромвел (тенк)
Кромвел (енгл. Cromwell) је био британски крстарећи тенк је развијан у периоду 1941—1942. од стране компаније БРЦ&W. Масовно је произведено укупно 1070 возила од краја 1943. па до 1945. Масовно су употребљивани од стране британске армије у кампањи на северозападу Европе 1944. и 1945. Кромвел је тежио 27 тона, поседовао је Ролс-Ројс мотор Метеор од 600 коњских снага. Могао је да развије брзину и до 61 km/h по равном терену.